# Albert Denn

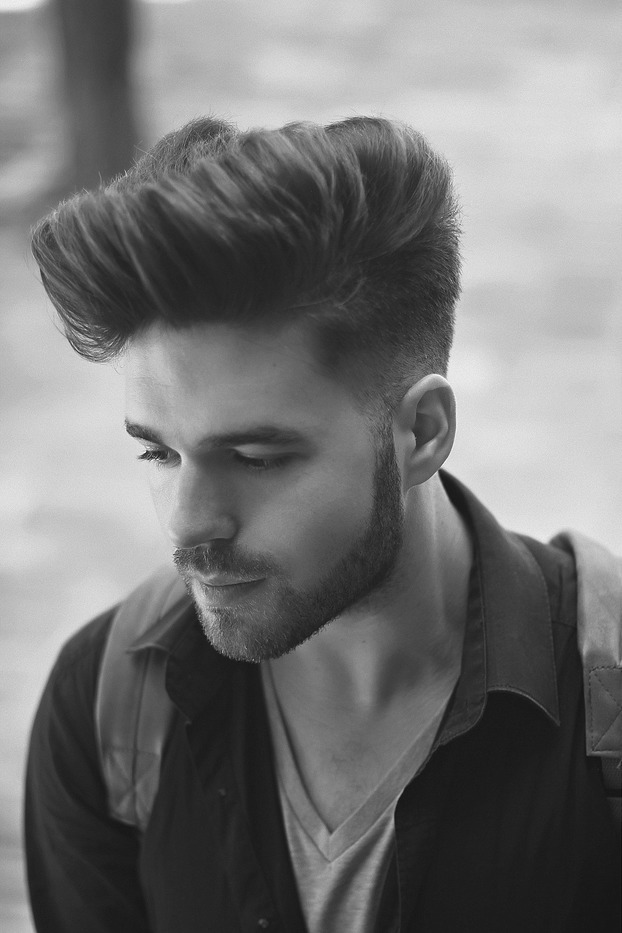
Albert denn

Albert Denn (pseudonim pentru Albert Denis Militaru) este un poet și traducător român născut în anul 1990 la Balș. În 2003, împreună cu familia, emigrează în Spania. După ce a absolvit Facultatea de Filologie Hispanică a Universității din Valencia în 2015, a revenit în România cu o bursă Erasmus unde a devenit asistent la Universitatea din București. Actualmente, Albert este doctorand în cadrul Universității din Valencia, Facultatea de Filologie, Traducere și Comunicare (Departamentul de Lingvistică) și profesor de limba spaniolă la Institutul Cervantes din București.
Volumul său de debut, Îmi pipăi cu frică tălpile (Casa de pariuri literare, 2018), a fost tradus în limba spaniolă: Antes de que desaparezcan los polos (Casa de pariuri literare, 2019). De asemenea, Albert Denn a tradus din limba spaniolă opereta-tango María de Buenos Aires, scrisă de Horacio Ferrer, pe muzica lui Ástor Piazzolla. În România, spectacolul María de Buenos Aires poartă semnătura regizorului Răzvan Mazilu, într-un decor imaginat de Dragoș Buhagiar, cel mai premiat scenograf roman. Albert a avut apariții publice ca interpret, iar melodiile publicate se pot găsi pe platforma muzicală Spotify.
Poezia lui Albert Denn este descrisă ca fiind un mix între un haiku și un koan, ceva misterios și de maximă serenitate. El pare un romantic care se spovedește după perdea cum fac păcătoșii în bisericile catolice, e un poet îndrăgostit care are perversitatea de a-și prelungi așteptarea. Voluptățile poeziei lui își au cabina și întreaga recuzită în creier.
Volumul Îmi pipăi cu frică tălpile a fost nominalizat pentru debut în cadrul premiilor „Observator Cultural”, 2019. În 2020, Albert a fost unul dintre câștigătorii Concursului Național de Poezie „Lidia Vianu Translates”.

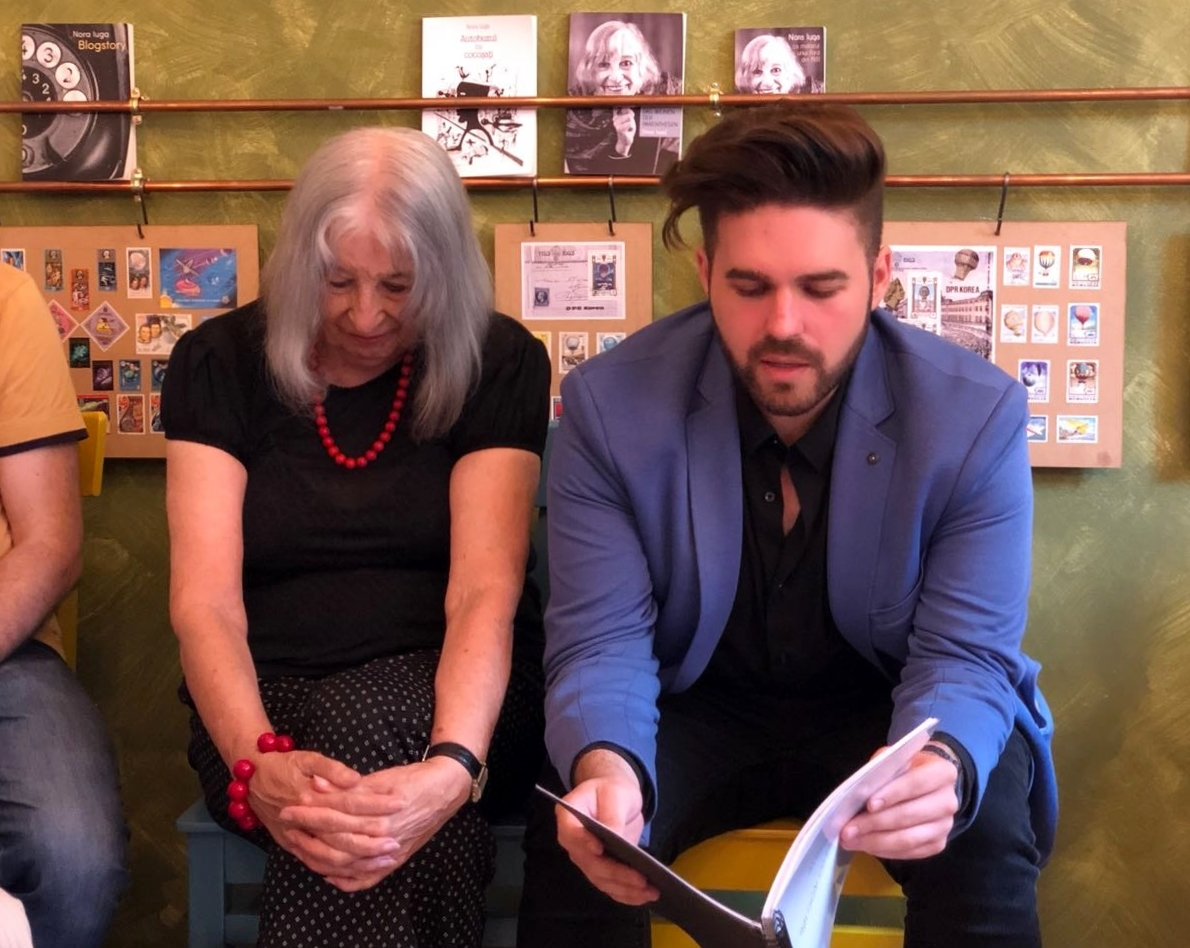
Albert Denn & Nora Iuga

În anul 2022 Albert Denn apare în antologia The Future Has Been Fabulous So Far. Până În Prezent Viitorul Este Foarte Bun. tradusă în engleză de Lidia Vianu și Anne Stewart, publicată la editura Tracus Arte.
Albert Denn este cunoscut pentru poezia sa lirică și pentru traducerile sale din limba spaniolă. Volumul său de debut a fost primit cu entuziasm și a fost nominalizat pentru debut în cadrul premiilor „Observator Cultural”. 
Surse: 
https://www.albertdenn.net/
https://www.observatorcultural.ro/articol/poezia-unei-taceri/
https://cdpl.ro/autor/albert-denn/
https://edituratracusarte.ro/produs/the-future-has-been-fabulous-so-far-pana-in-prezent-viitorul-este-foarte-bun/
https://open.spotify.com/artist/0HjfWlLYnEUCHkzVBMQNLK
https://liternautica.com/poezia-ca-vanatoare-a-gandurilor-interviu-cu-poetul-albert-denn/
https://main2.rri.ro/es_es/lectia_cu_albert-2597124 Arhivat în 12 august 2022, la Wayback Machine.
https://citestema.ro/pilule-poetice-cu-eliberare-prelungita-despre-refuzul-necontrolat-al-uitarii-de-albert-denn/
https://www.observatorcultural.ro/stire/teatrelli-se-redeschide-cu-o-premiera-de-exceptie-maria-de-buenos-aires-un-nou-spectacol-eveniment-marca-razvan-mazilu/
https://teatrelli.com/event/maria-de-buenos-aires-2/